# Клос, Штефан
Ште́фан Клос (нем. Stefan Klos; род. 16 августа 1971, Дортмунд, Северный Рейн-Вестфалия) — немецкий футболист, вратарь.

## Карьера
Штефан Клос был студентом училища им. Теодора Хайсса в Дортмунд-Евинг с 1982 по 1988 год, в котором он учился вместе со своей нынешней супругой. Затем он выступал в молодёжной команде клуба «Айнтрахт» (Дортмунд), а в 1990 году пришёл в клуб «Боруссия» (Дортмунд). Уже на второй сезон в «Боруссии» Клос стал игроком основы клуба, выступая в нём 8 лет, и выиграв два сезона Бундеслиги в 1995 и 1996 году, а в 1997 году вместе с клубом отпраздновал победу в финале Лиги чемпионов, а 4 декабря того же года победил в межконтинентальном кубке. Играл в финале в Кубке УЕФА 1993 года, но там клуб проиграл «Ювентусу».
24 декабря 1998 года подписал контракт с шотландским клубом «Рейнджерс». С «Рейнджерс» Клос победил в 4-х чемпионатах Шотландии, 3-х кубках Шотландии и двух кубках шотландской лиги. В июле 2004 года Клос стал капитаном клуба, но в январе 2005 года на тренировке получил травму колена, ему на замену был куплен голландец Роналд Ватеррес. В середине сезона 2005/06 Клос вернулся в строй, но места в основе отвоевать не сумел. В сезоне 2006/07 Ватеррейс ушёл из клуба, но ему на замену был куплен Лионель Летизи, с которым Клос начал бороться за место в составе, но получил травму во время езды на велосипеде, благодаря чему место Клоса занял Аллан Макгрегор. В октябре 2006 года вернулся на поле и сыграл одну игру 22 февраля в Кубке УЕФА против клуба «Осасуна». По окончании сезона решил завершить карьеру.
Клос никогда не выступал за первую сборную Германии. Перед Евро 1996 должен был поехать на турнир в качестве третьего вратаря, однако травма большого пальца руки не позволила этого сделать.

## Достижения
- Чемпион Германии: 1995, 1996
- Победитель Лиги чемпионов: 1997
- Обладатель межконтинентального кубка: 1997
- Чемпион Шотландии: 1999, 2000, 2003, 2005
- Обладатель кубка Шотландии: 2000, 2002, 2003
- Обладатель кубка шотландской лиги: 2002, 2003